# Maximiliaan Frederik van Königsegg-Rothenfels

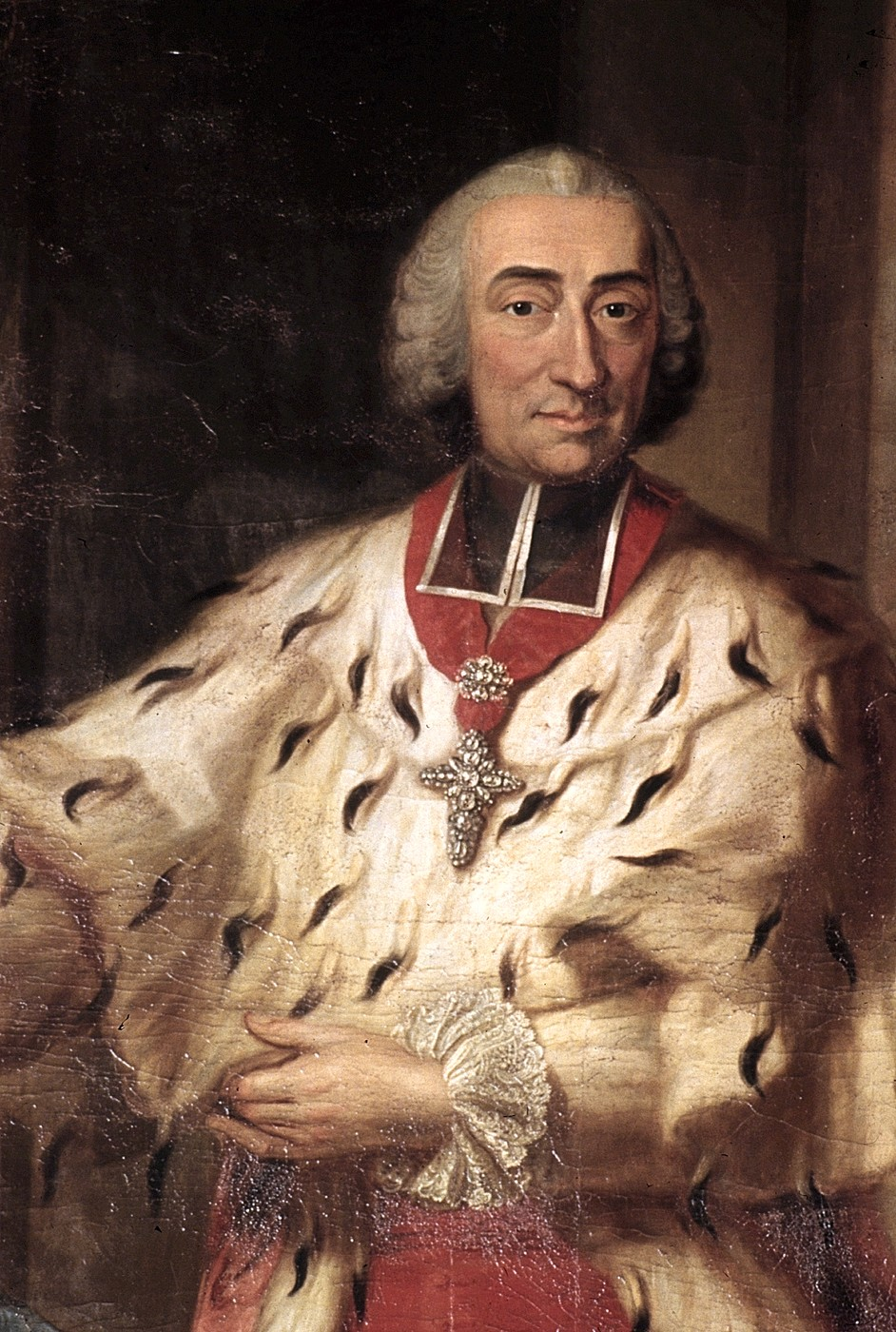
Maximiliaan Frederik van Königsegg-Rothenfels, portret door Johann Heinrich Fischer, circa 1768.

Maximiliaan Frans van Königsegg-Rothenfels (Keulen, 13 mei 1708 - Bonn, 15 april 1784) was van 1761 tot aan zijn dood keurvorst-aartsbisschop van Keulen. Van 1762 tot aan zijn dood was hij ook prins-bisschop van Münster.

## Jeugd en begin van zijn geestelijke loopbaan
Maximiliaan Frans stamde uit het huis Königsegg, een oud adellijk geslacht afkomstig uit Zwaben. Hij was een zoon van Albrecht Eusebius Frans, graaf van Königsegg-Rothenfels, uit diens huwelijk met Maria Clara Felicitas, geboren als gravin van Manderscheid. Zijn oudere broer was Karl Ferdinand von Königsegg, later gevolmachtigd minister van de Oostenrijkse Nederlanden.
Hij was voorbestemd voor een geestelijke loopbaan en studeerde aan de Jezuïetenscholen in Straatsburg en Keulen, waar hij ook filosofie studeerde. In Ellingen en Altötting volgde hij dan weer een opleiding theologie en hij studeerde ook aan verschillende buitenlandse universiteiten. Hij sloot zijn studies af met de graad van doctor in de filosofie.
Op 3 januari 1725 werd Maximiliaan Frans benoemd tot kanunnik van de Dom van Keulen en vanaf 1731 was hij ook kanunnik van de Dom van Straatsburg. In deze laatste stad kreeg hij pauselijke toestemming om in het kapittel te mogen zetelen, waardoor hij kon deelnemen aan de bisschopsverkiezing. Daarenboven was hij kanunnik in de Sint-Gereonkerk van Keulen, waar hij in 1763 tot proost werd verkozen, nadat hij vanaf 1756 coadjutor van de proost was geweest. In laatstgenoemd jaar werd hij ook tot priester gewijd en volgde hij zijn broer Jozef Maria Sigismund op als deken van de Dom van Keulen.

## Verkiezing als keurvorst-aartsbisschop van Keulen en prins-bisschop van Trier
Na de dood van Clemens August I van Beieren werd Maximiliaan Frederik op 6 april 1761, midden  in de Zevenjarige Oorlog, verkozen tot keurvorst-aartsbisschop van Keulen, om daarna op 16 augustus 1761 tot bisschop te worden gewijd. Bij zijn verkiezing hadden zijn ervaring en politiek beoordelingsvermogen een belangrijke rol gespeeld. Als aartsbisschop liet hij de regering in Keulen vooral over aan zijn eerste minister Caspar Anton von Balderbusch. Als keurvorst-aartsbisschop van Keulen werd hij tevens aartskanselier van Italië.
In 1762 werd hij, onder meer dankzij de welwillende houding van koningen George III van Groot-Brittannië en Frederik II van Pruisen, tevens verkozen tot prins-bisschop van Münster. Maximiliaan Frederik bracht kennelijk nooit een bezoek aan zijn tweede bisdom en liet de regering in Münster over aan Franz von Fürstenberg. Ook probeerde hij om prins-bisschop van Paderborn te worden, maar dat mislukte doordat Frankrijk zich hiertegen verzette. In 1765 werd hij door paus Clemens XIII eveneens belast met de geestelijke administratie van het prinsbisdom Osnabrück.

## Beleid

### Binnenlands en economisch beleid
Het binnenlandse beleid van Maximiliaan Frederik was gekenmerkt door zijn spaarzaamheid, wat tot een sterke verbetering van de Keulse staatsfinanciën leidde. Op economisch vlak zwoer hij dan weer bij het mercantilisme en richtte hij verschillende manufacturen op, waarbij hij de handel en de mijnbouw echter verwaarloosde. In Münster voerde hij een vergelijkbaar beleid, maar de doorvoering van zijn hervormingen stuitte op weerstand van de Landsstaten en het Domkapittel. Zijn pogingen om de economie te bevorderen waren in Münster dan ook weinig succesvol.
In het tot het aartsbisdom Keulen behorende hertogdom Westfalen werden onder leiding van Franz Wilhelm von Spiegel enkele Verlichtingsgezinde hervormingen doorgevoerd. Zo werd er vanaf 1767 hoofdgeld geïnd en werd in 1769 een verkeerswetgeving ingevoerd. Ook werd in 1769 de mogelijkheid om kerkelijke processen te voeren ingeperkt en in datzelfde jaar werd het aantal kerkelijke feestdagen verminderd. In 1778 maakte Maximiliaan Frederik tevens de oprichting van een brandverzekeringsmaatschappij mogelijk. In 1782 probeerde hij de buitensporige heffingen die boeren aan landeigenaars moesten betalen tegen te gaan.

### Onderwijs- en sociaal beleid
Onder het bewind van Maximiliaan Frederik werden er ook belangrijke sociaal-politieke maatregelen genomen. In 1774 liet hij in Bonn een armenfonds oprichten, gevolgd door een medisch college in Münster (1777) en een medische raad in Keulen (1779). Ook het onderwijssysteem werd sterk gepromoot; zo stichtte hij een academie in Bonn en een universiteit in Münster. In het prinsbisdom Münster en het hertogdom Westfalen werden tevens de gymnasia fors uitgebouwd, het Gymnasium Laurentianum in Arnsberg groeide bijvoorbeeld uit tot een pedagogisch modelinstituut. In 1781 werd in Westfalen een scholencommissie in het leven geroepen. Bovendien gaf hij vanaf 1763 in Münster een inlichtingenblad uit, wat hij vanaf 1766 ook deed in Arnsberg en vanaf 1772 in Bonn. In deze laatste stad werd in 1778 een Duitssprekend Nationaal Theater opgericht.

### Kerkelijk beleid
Maximiliaan Frederik nam zijn geestelijke verplichtingen zeer serieus en volgde in zijn kerkelijk beleid een gematigd episcopaal beleid, maar werd later een aanhanger van het febronianisme. Als gevolg van verschillende conflicten met de Romeinse Curie of de pauselijke nuntius hielden de geestelijke keurvorsten van Keulen, Trier en Mainz een vergadering, waarin ze het febronianisme onderschreven, zich beriepen op de besluiten van de Concilies van Konstanz en Bazel en de paus opriepen om verschillende aan zichzelf toegekende rechten op te geven en de nuntii af te schaffen. Hun voorstel had echter weinig effect, omdat de nodige keizerlijke steun ontbrak. In 1774 benoemde Maximiliaan Frederik febronianist Hedderich tot kerkelijk adviseur, waarbij die tevens bevoegd was voor de censuur.

### Buitenlands beleid
Op buitenlands gebied probeerde Maximiliaan Frederik zoveel mogelijk een neutrale positie in te nemen tegenover Pruisen en Oostenrijk. Vooral Franz von Fürstenberg paste dit beleid zoveel mogelijk toe in Münster. Tegenover Frankrijk bleef Maximiliaan Frederik afstandelijk, zeker na de Franse weerstand tegen zijn benoeming tot prins-bisschop van Paderborn. De voorheen zwakke relatie met Oostenrijk werd verbeterd toen Belderbusch de benoeming van Maximiliaan Frans van Oostenrijk als coadjutor van Keulen forceerde. Deze toenadering betekende een duidelijk onderscheid met het beleid van Fürstenberg in Münster.

## Bouwwerken
Naast de voortzetting van het werk van het interieur van het Slot van Brühl kan Maximiliaan Frederik gezien worden als de voltooier van het Keurvorstelijk Slot in Bonn. Onder zijn bewind werd in Münster ook de aanleg van het Max-Clemenskanaal voltooid. Zoals hij bij zijn ambtsaanvaarding in Münster had beloofd, liet hij de vestingen van Münster, Warendorf, Meppen en Vechta slopen. Tussen 1767 en 1773 liet hij door Johann Conrad Schlaun tevens het Prins-Bisschoppelijk Slot van Münster bouwen. In het hertogdom Westfalen liet Maximiliaan Frederik met de stenen van het tijdens de Zevenjarige Oorlog verwoeste keurvorstelijk slot een gerechtshof en de naar hem genoemde Maximiliaanbronnen aanleggen.

## Privéleven
Zijn interesse in staatszaken nam met het ouder worden af, hetgeen tot een minachtende beoordeling van zijn regering leidde. Op hoge leeftijd had hij nog een relatie met danseres Isabella Barbieri.
Maximiliaan Frederik stierf in april 1784 op 75-jarige leeftijd. Hij werd bijgezet in Driekoningenkapel in de Dom van Keulen.
- Bibliothèque nationale de France: cb116842653 (data)
- Gemeinsame Normdatei: 101008090
- International Standard Name Identifier: 0000 0000 0005 8422
- Library of Congress Control Number: n2019015481
- Nationale Bibliotheek van Israël: 987007592125605171
- Système universitaire de documentation: 264599586
- Virtual International Authority File: 56603814
- WorldCat: E39PBJt8g46Jh4VX8kPtKP9Rrq